# Nicola Bux
Nicola Bux (Bari ,30 de noviembre de 1947) es un teólogo y sacerdote italiano y consultor Dicasterio para el Culto Divino y la Disciplina de los Sacramentos.

## Biografía

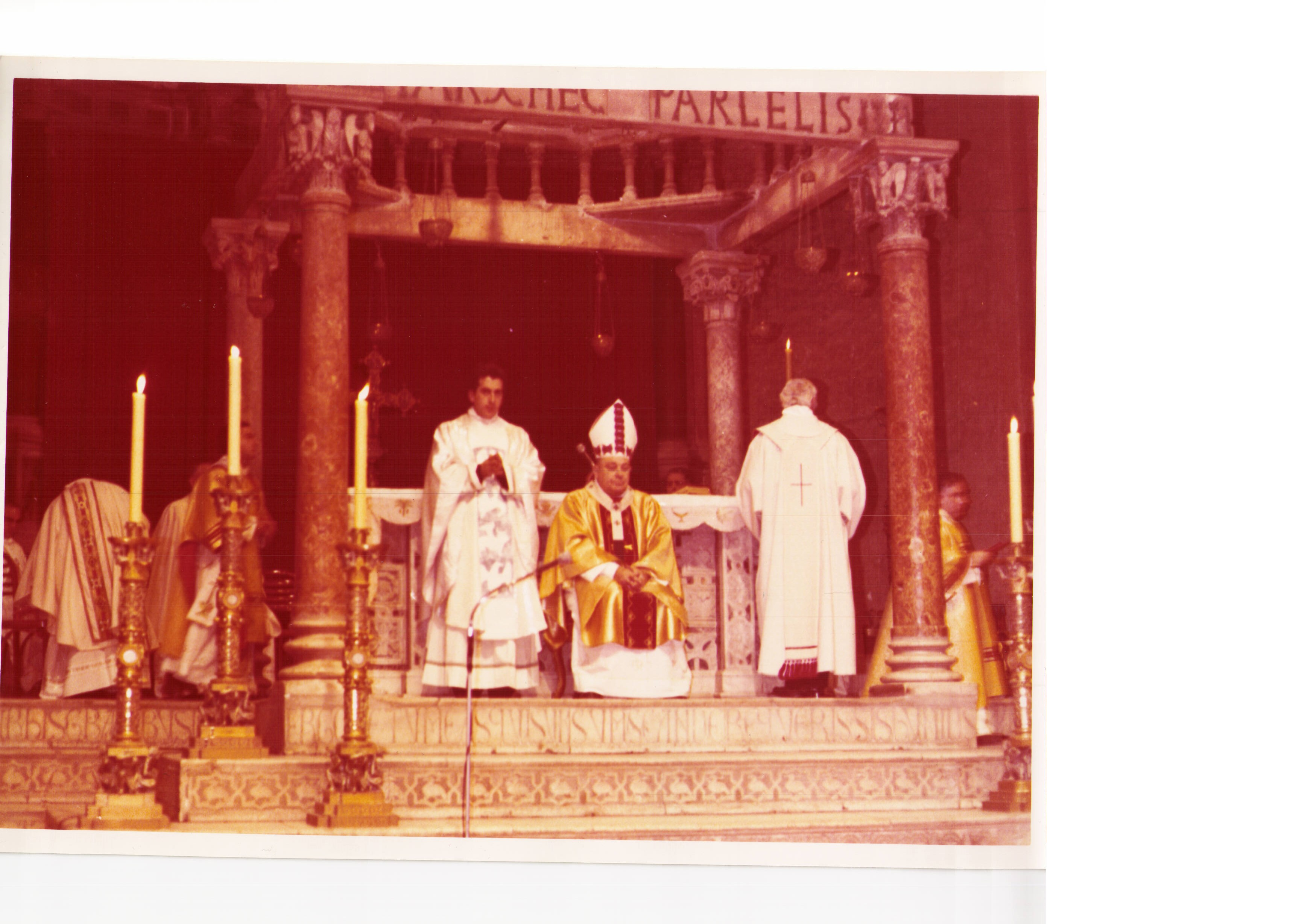
Monseñor Anastasio Ballestrero con Don Nicola Bux

De origen familiar más bien modesto (cuarto de cinco hijos de un empleado de la Società Generale Pugliese di Elettrico y de una ama de casa), fue bautizado el 6 de diciembre de 1947 en la parroquia del Preziosissimo Sangue en San Rocco in Bari. Después de graduarse en el instituto Quinto Orazio Flacco de Bari, se inscribió en la Facultad de Derecho de la Universidad de Bari, a la que asistió durante el movimiento de 1968, percibiendo un clima de hostilidad hacia la Iglesia católica .
En 1970 ingresó en el Pontificio Seminario Regional Pío XI de Molfetta y en 1971 se trasladó al Colegio San Paolo de Roma . En 1975 obtuvo la licenciatura canónica en teología en la Pontificia Universidad Gregoriana y el 6 de diciembre del mismo año el arzobispo de Bari Anastasio Ballestrero lo ordenó sacerdote . En los años setenta, por iniciativa de Don Luigi Giussani, promovió la difusión del movimiento de Comunión y Liberación en Apulia. Vicario parroquial primero en la parroquia de San Ferdinando, en el centro de Bari (1975-1981), y luego en la de San Marcello y San Carlo (1982-1985), obtuvo la licencia canónica en teología (1977) y el doctorado en ciencias eclesiásticas orientales en el Pontificio Instituto Oriental de Roma (1980). Un extracto de su tesis doctoral, sobre "Confesión, penitencia y comunión en las epístolas canónicas de San Basilio ", fue publicado posteriormente en la revista teológica Communio  .
Profesor de Liturgia Oriental en el Instituto de Teología Ecuménico-Patrística “San Nicola” de Bari, fue vicepresidente desde 1999 al 2005. Fue también profesor visitante de teología de los sacramentos en el Instituto Superior de Ciencias Religiosas de Bari (1980-2018) y en Trani . El 8 de enero de 1987 la Congregación para las Iglesias Orientales le concedió la facultad de celebrar en rito bizantino y el 19 de noviembre el arzobispo de Bari, Mariano Magrassi, lo nombró rector de la iglesia de San Giuseppe y padre espiritual de la archicofradía.
Continuó su actividad de investigación en Jerusalén en el Instituto Ecuménico y en el Studium Biblicum Franciscanum ; Allí enseñó como profesor visitante en la Facultad Teológica de San Salvatore (1989-1994) y posteriormente en Roma en el Instituto Litúrgico Sant'Anselmo (1995-1998). Fue profesor en el Máster en Arquitectura, Artes Sagradas y Liturgia, organizado por la Universidad Europea de Roma (2012-2016) y en el Máster en Joseph Ratzinger: Estudios y Espiritualidad (2016-2017). Es profesor emérito de la Facultad de Teología de Puglia, donde enseñó Liturgia Oriental y Teología de los Sacramentos de 2005 a 2018.
Para apoyar a las minorías cristianas en Tierra Santa, junto a Michele Piccirillo y Franco Cardini promovió el Centro Europa-Oriente Próximo.
Junto con los teólogos David Jaeger y Adriano Garuti fundó la "Escuela Ecclesia Mater"  que alimenta el debate eclesial desde posiciones tradicionalistas  como las del cardenal Raymond Leo Burke, y promueve la difusión de la misa en latín . Desde principios de la década de 2000, Don Nicola Bux también colabora con el periódico Il Timone.

## Tareas
En 1998, el Papa Juan Pablo II lo nombró consultor de la Congregación para las Causas de los Santos y en 2002 de la Congregación para la Doctrina de la Fe, y fue confirmado en estos cargos hasta 2019 y 2013 respectivamente. Colaborador y amigo personal del cardenal Joseph Ratzinger, conocido durante los años en que Bux colaboró con la revista teológica Communio  y posteriormente con la Congregación para la Doctrina de la Fe, Bux fue nombrado por el cardenal Ratzinger experto en los trabajos preparatorios del Sínodo Mundial de los Obispos y en la redacción de los Lineamenta, La Eucaristía: fuente y culmen de la vida y de la misión de la Iglesia y del Instrumentum laboris (2003-2005).
Tras la elección de Ratzinger al pontificado con el nombre de Benedicto XVI, Bux fue nombrado adiutor secretariari specialis en el Sínodo de los Obispos sobre la Eucaristía (2-23 de octubre de 2005) y en el Sínodo de 2010 sobre Oriente Medio . También fue designado para colaborar como consultor de la Oficina de Celebraciones Litúrgicas del Sumo Pontífice ( 2008-2013 )  y de la Congregación para el Culto Divino y la Disciplina de los Sacramentos ( 2010-2018 ).

## Obras
- Nicola Bux, Tra cielo e terra. La mistica della liturgia orientale[9] (Cantagalli 2017), p. 408.
- Giuseppe Siri; Antonio Livi (2014). Dogma e liturgia : istruzioni dottrinali e norme pastorali dell'arcivescovo di Genova sul culto eucaristico e sulla riforma liturgica promossa dal Vaticano II. Ermeneutica teologica (6). Roma: Leonardo da Vinci. p. 223. ISBN 9788888926759. OCLC 891309128.
- Nicola Bux, (IT, PL, FR) Con i sacramenti non si scherza,[10] ed. Cantagalli, 2016;
- Alessio Cervelli (2015). Bach ieri, Bach oggi : un musicista barocco luterano nell'odierna liturgia cattolica. Loreto: StreetLib. p. 127. OCLC 1080500730.
- Walter Brandmüller; Nicola Bux (2012). Le "chiavi" di Benedetto XVI per interpretare il Vaticano II (en it,es). Siena: Cantagalli. p. 110. OCLC 955314614.
- Nicola Bux, Peter Gumpel e A. Von Teuffenbach, Pio XII e il Concilio,[11] ed. Cantagalli, Siena 2012, p. 208.
- Raymond L. Burke; Raffaele Coppola (2012). La danza vuota intorno al vitello d'oro. Liturgie secolarizzate e diritto[12] (en italiano). Torino: Lindau. p. 152. ISBN 9788871809953.
- Nicola Bux, Mélyulo hittel a szentmisén[13] (include anche: XVI. Benedek papa liturgikus reformja, Kairosz Kiado, Budapest 2011, p. 308.
- Nicola Bux, Jak chodzic na Msze i nie stracic wiary,[14] widawnictwo Sw.Stanislawa BM, Krakow 2011, p. 224.
- Nicola Bux, La Foi au risque des liturgies,[15] Artège, Perpignan 2011, p. 228.
- Gerhard Ludwig Müller; Rudolf Pesch (2010). «Die Lehre vom Primat des Petrus im Kontext des Ökumenismus». Der Primat des Nachfolgers Petri im Geheimnis der Kirche : Studien der Kongregation für die Glaubenslehre. Römische Texte und Studien (en alemán) (4). Würzburg: Echter. p. 207. OCLC 936481657.
- Nicola Bux, Come andare a Messa e non perdere la fede,[16] Edizioni Piemme, Casale M.2010, p. 196; II ed. Il Giglio, Napoli 2016, p. 208.
- Nicola Bux, Gesù il Salvatore. Luoghi e tempi della Sua venuta nella storia,[17] Cantagalli 2009, p. 144.
- Nicola Bux, (IT, EN, ES, FR) La riforma di Benedetto XVI. La liturgia tra innovazione e tradizione,[18] prefazione di Vittorio Messori, Edizioni Piemme, Casale M. 2008, p. 128; II ed. febbraio 2009.
- Nicola Bux e A. Garuti, Pietro ama e unisce. La responsabilità personale del papa per la Chiesa universale, Edizioni Studio Domenicano, Bologna 2007, p. 224.
- Nicola Bux e Michele Loconsole, I Misteri degli Orientali. I sacramenti bizantini comparati con la liturgia romana e i riti giudaici,[19] ed. Cantagalli, Siena 2006, p. 141.
- Nicola Bux, Dove egli dimora. Il senso dell'adorazione nella vita cristiana,[20] prefazione dell'arcivescovo Francesco Cacucci, San Paolo 2005, Cinisello B., p. 152. Presentato a Bari da mons. Nikola Eterović,[21] segretario generale del Sinodo dei Vescovi: in Communio 201 (2005), pp. 85-93.
- Nicola Bux, Il Signore dei misteri. Eucaristia e relativismo,[22] prefazione del card. Angelo Scola, Cantagalli, Siena 2005, p. 287.
- Gerusalemme chiave della pace : [proposte per uno statuto internazionale] = Jerusalem key to peace. Quaderni della Porta d'Oriente (n. 2) (en it,en). Bari: G. Laterza. 2002. p. 182. OCLC 56022656.
- Nicola Bux, Perché i cristiani non temono il martirio,[23] Piemme 2000, p. 150; II ed. Fede & Cultura 2018, p. 128.
- Nicola Bux, Franco Cardini. L'anno prossimo a Gerusalemme. La storia, le guerre e le religioni nella città più amata e più contesa,[24] Alba 1997, p. 228.
- Nicola Bux, Il quinto sigillo. L'unità dei cristiani verso il terzo millennio,[25] Città del Vaticano 1997, p 174, presentato a Roma dal cardinale Joseph Ratzinger e da lui citato nell'Introduzione allo spirito della liturgia,[26] ed. San Paolo 2001. La presentazione del cardinal Ratzinger intitolata Un libro ecumenico diverso dal solito,[27] è stata pubblicata in <Communio>;154-155(luglio-ottobre 1997), 158-164.
- Nicola Bux (1990). Codici liturgici latini di terra santa. Publications of the Studium biblicum franciscanum (n. 8) (en it,en). Fasano: Schena. p. 145. OCLC 493685466.
- Nicola Bux (1983). I Codici liturgici miniati dell'Archivio di S. Nicola (en it,es). Bari: Centro studi Nicolaiani. p. 25. OCLC 468883119.